# Суринам на летних Олимпийских играх 2004
Суринам принимал участие в Летних Олимпийских играх 2004 года в Афинах (Греция) в десятый раз за свою историю, но не завоевал ни одной медали. Сборную страны представляли 2 женщины.